# Jeff Ekhator
Jeff Ekhator (* 11. November 2006 in Genua) ist ein italienischer Fußballspieler. Der Mittelfeldspieler steht beim CFC Genua unter Vertrag.

## Persönliches
Ekhator wurde 2006 als Sohn nigerianischer Einwanderer in Genua, der Hauptstadt der italienischen Region Ligurien, geboren.

## Karriere

### Verein
Von einem kleinen Verein in seiner Nachbarschaft wechselte Ekhator mit acht Jahren zum CFC Genua. Nachdem er die verschiedenen Juniorenmannschaften der rossoblù durchlaufen hatte, debütierte er am 17. August 2024 am ersten Spieltag der italienischen Serie A 2024/25 gegen Inter Mailand in der Profimannschaft. Am 5. Oktober gelang ihm bei der 1:5-Niederlage gegen Atalanta Bergamo sein erstes Profitor.

### Nationalmannschaft
Ekhator gehört seit September 2024 der italienischen U19-Nationalmannschaft an. Am 13. November 2024 erzielte er beim 3:0-Sieg gegen Montenegro sein erster Tor für die Azzurri.